# هندلس‌بانکن

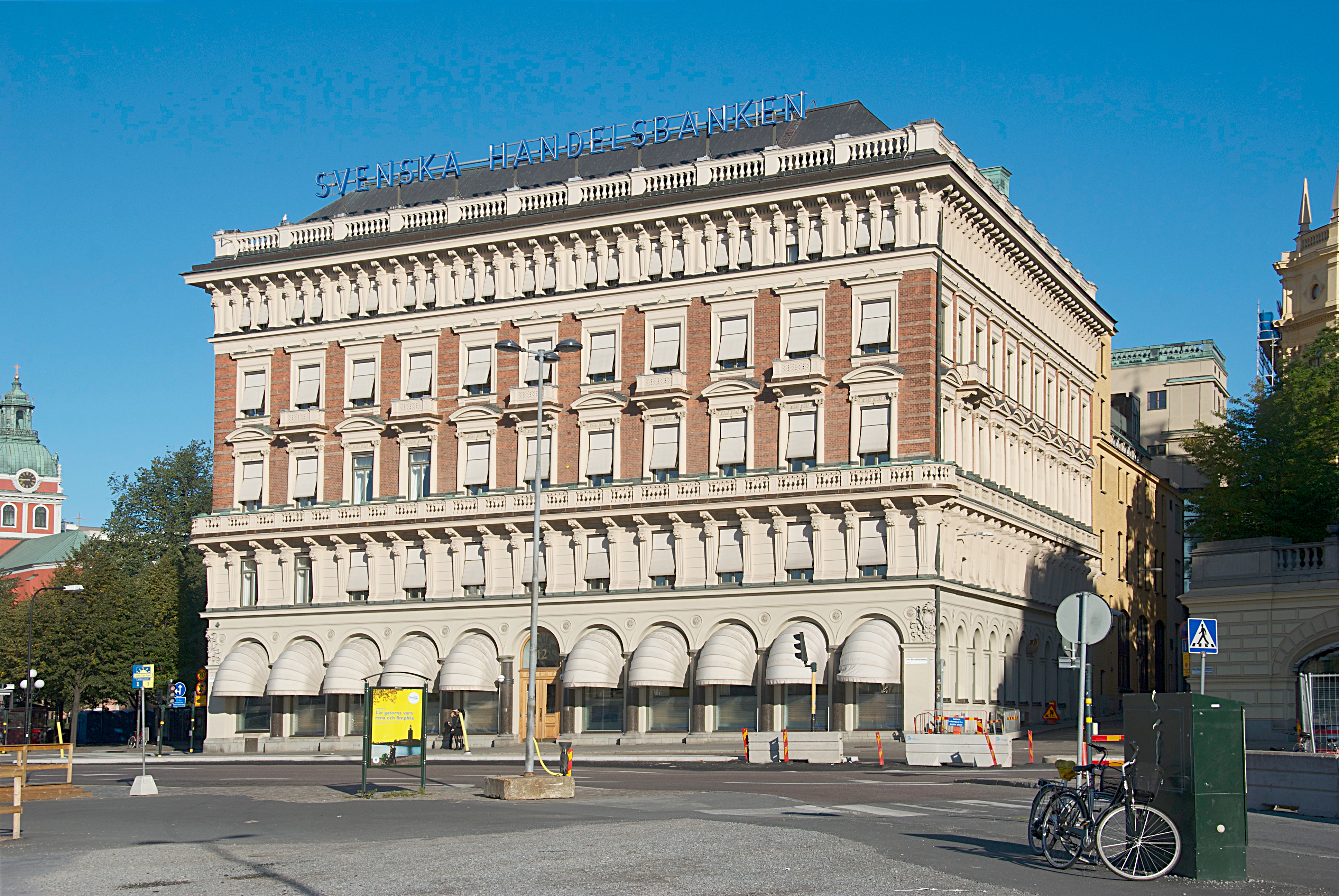
شعبه مرکزی هندلس‌بانکن در استکهلم

هندلس‌بانکن (به سوئدی: Handelsbanken) گروه بانکداری سوئدی است، که طیف وسیعی از خدمات بانکی، شامل: بانکداری شرکتی، بانکداری سرمایه‌گذاری، بانکداری اختصاصی، بانکداری خرد و مدیریت سرمایه‌گذاری همچنین انواع خدمات بیمه را تحت پوشش قرار می‌دهد.
هندلس‌بانکن دارای بیش از ۴۶۰ شعبه در سوئد است. در طول ۱۵ سال گذشته، هندلس‌بانکن عملیات بانکی خود را، به دیگر کشورهای حوزه اسکاندیناوی گسترش داده و در سال‌های اخیر نیز، حوزه فعالیتش را به کشورهای بریتانیا، هلند، لتونی، استونی و لیتوانی رسانده است.
شعبه مرکزی هندلس‌بانکن در شهر استکهلم قرار دارد. شمار کارکنان این بانک بیش از ۱۰،۰۰۰ نفر می‌باشد. سهام این بانک در بازار بورس لندن، بورس اوام‌اکس استکهلم و بورس اوام‌اکس کپنهاگ دادوستد می‌شود.